# Mourad Chebbi
Pour les articles homonymes, voir Chebbi.
 (janvier 2018).
Si vous disposez d'ouvrages ou d'articles de référence ou si vous connaissez des sites web de qualité traitant du thème abordé ici, merci de compléter l'article en donnant les références utiles à sa vérifiabilité et en les liant à la section « Notes et références ».
Mourad Chebbi, né le 1er mars 1970 au Kef, est un joueur et entraîneur de football tunisien.

## Carrière
Il commence sa carrière à l'Olympique du Kef, avant de rejoindre l'Espérance sportive de Tunis, évoluant durant sa carrière au poste de milieu de terrain. Il est appelé aussi pour jouer au sein de l'équipe nationale. Il a également joué aux Émirats arabes unis en faveur du Khor Fakkan Club et du Sharjah FC.
En novembre 2009, il commence sa carrière d'entraîneur à la tête de l'Olympique du Kef.

## Palmarès
- Coupe d'Afrique des vainqueurs de coupe : 1998
- Supercoupe arabe : 1996
- Championnat de Tunisie : 1998
- Coupe de Tunisie : 1997